# Roela
Roela je městečko v estonském kraji Lääne-Virumaa, samosprávně patřící do obce Vinni.